# Alison dos Santos
Alison dos Santos (São Joaquim da Barra, 3 de junio de 2000) es un deportista olímpico brasileño que compite en atletismo, especialista en las carrera de vallas. Participó en los Juegos Olímpicos de Tokio 2020, obteniendo una medalla de bronce en la prueba de 400 m vallas. Medalla de Oro en el Mundial 2022.
Ganó también la medalla de oro en los Juegos Panamericanos de 2019 celebrados en Lima (Perú) y el oro en el Campeonato Mundial de Atletismo de 2022 celebrado en Oregón, Estados Unidos.

## Carrera
Cuando tenía 10 meses, un accidente doméstico lo dejó con quemaduras de aceite de tercer grado en la cabeza y cicatrices características.
Cuando era niño, Alison se arriesgó con el judo. Fue durante este período que se ganó el apodo de Piu, pero pronto dejó el tatami por el atletismo. A los 16 años ya competía entre adultos.
Ganó una medalla de bronce en el Campeonato Mundial Sub-20 del 2018.
Con tan solo 19 años participó en los Juegos Panamericanos de 2019, realizados en Lima, Perú, donde ganó la prueba de 400 metros con vallas, rompiendo su récord personal, y el sudamericano sub-20, con un tiempo de 48.45. Fue el cuarto mejor tiempo del mundo en este momento, y con eso, se clasificó para los Juegos Olímpicos de Verano de 2020. Ya había ganado el oro en el mismo evento, en la Universiada de Verano de 2019, semanas antes.
En septiembre de 2019 acudió al Campeonato Mundial de Atletismo de 2019 en Doha, Catar, donde ganó la semifinal de 400 m vallas en 48.35, batiendo de nuevo su récord personal y llegando a la final con el segundo mejor tiempo global. La última vez que un brasileño llegó a la final de este evento en el Mundial fue con Eronilde Araújo, en 1999. En la final, volvió a romper su récord personal, finalizando en el 7º lugar, con un tiempo de 48,28. Estaba a solo 0,25 segundos del medallista de bronce.
En abril de 2021, volvió a batir su propio récord brasileño con un tiempo de 48.15, en Des Moines, EE. UU. El 9 de mayo de 2021 rompió el récord sudamericano que pertenecía desde 2005 al deportista panameño Bayano Al Kamani (47,84). Alison dos Santos obtuvo la marca de 47,68 en la etapa Mt.Sac del Continental Athletics Tour, en California (EE. UU.). El 28 de mayo de 2021 volvió a batir el récord sudamericano con un tiempo de 47.57, en Doha, Catar, participando en la Diamond League. Esta vez colocó a Alison como 3º en el ranking mundial. Incluso encabezó la lista en abril. El tiempo de 47.57 ya le situaba como 22º mejor corredor de la carrera de todos los tiempos.
El 1 de julio de 2021, en el escenario de Oslo de la Diamond League, volvió a rebajar su propio récord sudamericano, con un tiempo de 47,38. Esta vez le situó, de momento, como el 15º mejor corredor de la historia de la carrera. Mejoró este registro con 47.34, tres días después, ganando en la etapa de la Diamond League de Estocolmo.

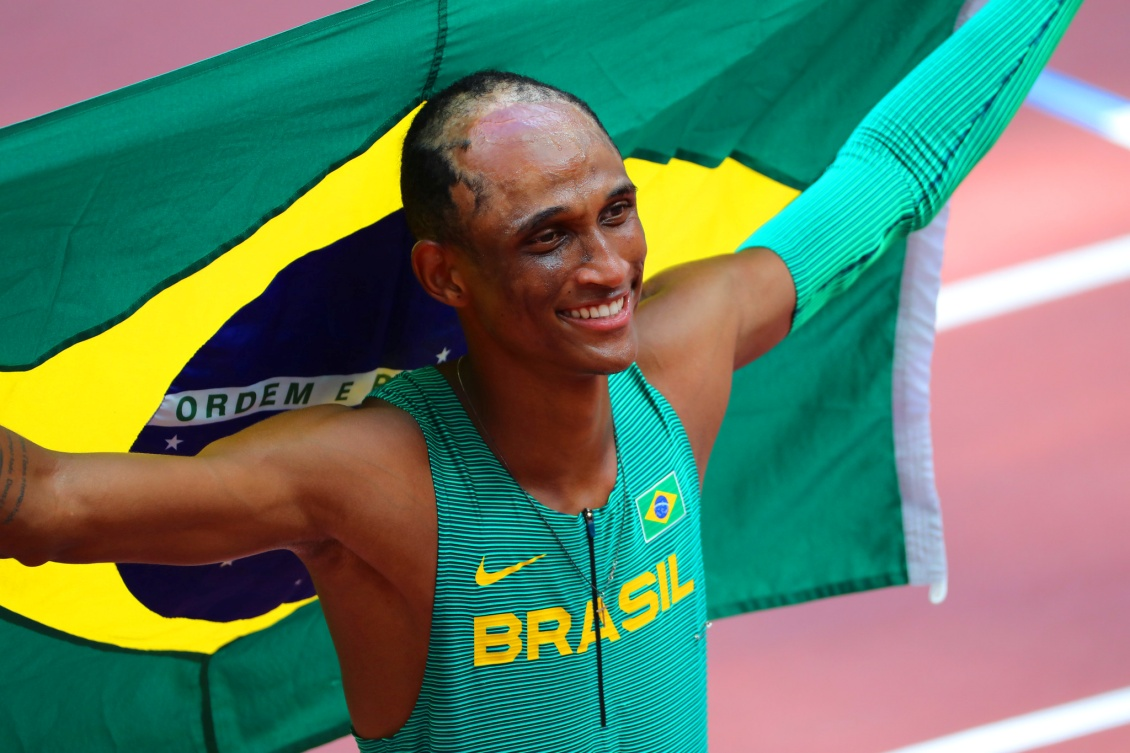
Alison celebrando su medalla olímpica

En los Juegos Olímpicos de Verano de 2020 en Tokio, Alison se clasificó para la final de los 400 metros con vallas, rompiendo el récord sudamericano con un tiempo de 47,31. En la final consiguió la medalla de bronce, batiendo nuevamente el récord sudamericano por amplio margen, con un tiempo de 46,72 (rebajó su tiempo en 0,6 segundos). Tanto él como Warholm y Benjamin bajaron sorpresivamente sus tiempos: Warholm rebajó el récord mundial en casi 0,8 segundos (45,94) y Benjamin batió el récord de América también en 0,8 segundos (46,17). El evento fue el más fuerte en la historia de los 400 m con vallas, con los tres medallistas olímpicos obteniendo los tres mejores tiempos en la historia del evento, todos superando el antiguo récord mundial de Kevin Young (que había durado casi 30 años y solo había caído un mes antes de los Juegos Olímpicos). Alison se convirtió en el 3ª mejor de la historia de la carrera, con tan solo 21 años.
En abril de 2022, hizo la 2ª mejor marca brasileña de la historia en los 400m, 44,54, prueba que no es su especialidad y que le dio el índice para clasificarse para el Campeonato del Mundo de Eugene (sería medallista de bronce en los 400m con esta marca, en este campeonato). En mayo de 2022 ganó una medalla de oro en la etapa de Doha de la Diamond League con un tiempo de 47.24, derrotando a Rai Benjamin. En junio de 2022 ganó una medalla de oro en la etapa de Estocolmo de la Diamond League con un tiempo de 46,80.

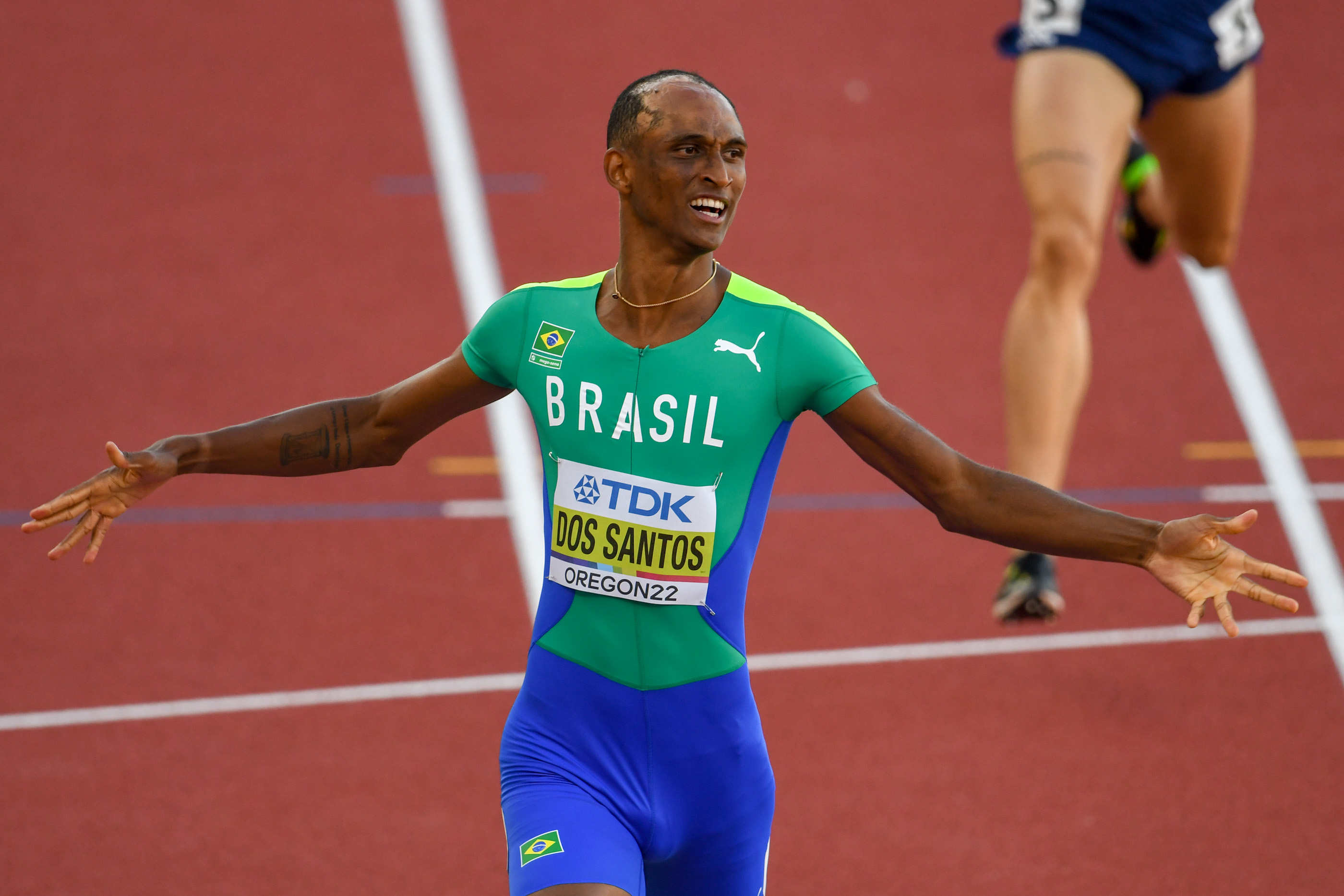
Alisom, campeón del mundo en 2022

El 19 de julio de 2022, en el Campeonato Mundial de Atletismo de 2022, volvió a batir el récord sudamericano y el récord del Campeonato Mundial en los 400 metros vallas con un tiempo de 46.29, convirtiéndose en campeón mundial, derrotando a Warholm y Benjamin. Fue el primer oro masculino en la historia de Brasil en Campeonatos Mundiales de Atletismo y se convirtió en el segundo brasileño en la historia en ser campeón mundial de atletismo al aire libre. La primera fue la saltadora de pértiga Fabiana Murer once años antes en Daegu, Corea del Sur. Alison estuvo a 0,13 s de batir el récord de las Américas de Benjamin y a 0,36 s de batir el récord mundial de Warholm.

## Progresión de sus récords en los 400m vallas
- 2017 (17 años) - 53,82
- 2018 (18 años) - 49,78
- 2019 (19 años) - 48,28
- 2020 (20 años) - no se realizan competiciones
- 2021 (21 años) - 46,72
- 2022 (22 años) - 46,29

## Palmarés internacional
| Juegos Olímpicos                | Juegos Olímpicos        | Juegos Olímpicos  | Juegos Olímpicos |
| Año                             | Lugar                   | Medalla           | Prueba           |
| ------------------------------- | ----------------------- | ----------------- | ---------------- |
| 2020                            | Tokio (Japón)           | Medalla de bronce | 400 m vallas     |
| 2024                            | París (Francia)         | Medalla de bronce | 400 m vallas     |
| Campeonato Mundial de Atletismo |                         |                   |                  |
| Año                             | Lugar                   | Medalla           | Prueba           |
| 2022                            | Oregón (Estados Unidos) | Medalla de oro    | 400 m vallas     |
| Juegos Panamericanos            |                         |                   |                  |
| Año                             | Lugar                   | Medalla           | Prueba           |
| Juegos Panamericanos 2019       | Lima (Perú)             | Medalla de oro    | 400 m vallas     |